# Daniele Galea
Daniele Galea (Siracusa, 17 novembre 1967) è un attore italiano.

## Biografia
A 17 anni muove i primi passi nella compagnia di teatro dialettale diretta dal commediografo siciliano Oreste Reale. Successivamente interpreta ruoli di spicco in pièces di Pirandello e Čechov diretto dal regista Elio Monti con la compagnia Progetto Prosa (L'orso, Tragico controvoglia, Una domanda di matrimonio, Cecè, L'uomo dal fiore in bocca).
Nel 1988 a Roma intraprende gli studi di recitazione presso l'Accademia Internazionale dell'Attore diretta da Alessandro Fersen.
Nel 1989 collabora con il Teatro di Sicilia partecipando alla messinscena de L'uomo dal fiore in bocca in tournée in Francia, e ad una rivisitazione teatrale di Cavalleria rusticana entrambe dirette da Aldo Formosa.
Nel 1990, notato dal regista Bruno Corbucci e dal produttore Turi Vasile, viene scelto per interpretare il ruolo del soldato Jena, in entrambi i cicli, della fortunatissima serie televisiva Classe di ferro. 
Nello stesso anno vince la borsa di studio e frequenta il Centro sperimentale di cinematografia di Roma, scuola di cinema tra le più prestigiose d'Europa, all'interno della quale ha la possibilità di apprendere l'arte del cinema da maestri del calibro di Lina Wertmüller, Valentino Orsini, Giuseppe Rotunno, Nicola Badalucco, Goliarda Sapienza, Mirella Bordoni, Lenore Lohman, Nikolaij Karpov.
Nel 1992, dopo aver conseguito il diploma al CSC, sempre sotto la direzione di Corbucci partecipa ad un'altra nuova serie TV di successo: Quelli della speciale, dove interpreta il ruolo di Gnappetta.
Lavora con Nelo Risi in Per Odio per Amore accanto a Laura Del Sol, Gerardo Amato e Serena Grandi.
Sotto la direzione di Alfredo Giannetti interpreta i ruoli di Dorino nella nuova versione di Legati da tenera amicizia, e del rivoluzionario sindacalista Sabatino ne Il sole in tasca.
Con Aurelio Grimaldi lavora ne La ribelle accanto a Penélope Cruz, Laura Betti, Stefano Dionisi e Lorenza Indovina.
Nel gennaio del 1993 prosegue gli studi presso L'Accademia Nazionale D'Arte Drammatica di Mosca G. I.T. I.S dove, sotto l'attenta cura di Gennady Bogdanov e Nikolay Karpov apprende e si specializza in Biomeccanica teatrale (metodo Mejerchol'd).
Nel 1994 comincia ad alternare la sua professione di attore a quella di sceneggiatore e regista dirigendo una serie di cortometraggi (Qualcosa di noi, La giocatrice, Incubi, Alibi, Rifiuti d'Amore, Derby).
A Mosca torna saltuariamente. Lavora con Alexeij Nikolsky nell'intensa rivisitazione de L'uomo dal fiore in bocca.
Nel 2004 crea a Mosca la Videmir Kinostudio una produzione indipendente con la quale realizza progetti video-cinematografici.
Nel 2005 interpreta il ruolo dello zio italiano in Radnoe del giovane regista Alexandr Medevedev, e un divertente e goffo businessman in Tualet, diretto da Yulia Michailova.
Nel 2007 coordina il I Laboratorio di Cinematografia della Scuola Italiana "Italo Calvino" di Mosca e intanto con Videmir, realizza la serie di documentari I diari russi.
Nel 2008 comincia a collaborare con l'Università Ortodossa "San Tikon" di Mosca, insegnando Italiano, Lingua e Cultura Siciliana, presso la Facoltà di Filologia (www.pstgu.ru).
Nel 2009 partecipa alla sit-com UNIVER (Универ) in onda sul canale TNT Russia.
Nel 2010/2011 Interpreta il ruolo di Mario nella fiction Metod Lavrovoe (Метод Лавровой) in onda su canale CTC (Russia).
Nel 2011 è l'uomo d'affari italiano in Sledstvenij Komitet (Cледственный Kомитет) in onda da febbraio 2012 sul canale HTB Russia.
Dal 2012 attore del MOSKOVSKIJ ARMEANSKIJ TEATR diretto da Slava Stephanian (TEATRO ARMENO DI MOSCA)
Nel 2015 interpreta il ruolo di Mario, agente di moda, nella serie tv Татьянина ночь (2015) 9 серий per il PRIMO CANALE russo (Телеканал Первый канал) Russia
Nel 2016 interpreta il ruolo di Bruno Vivendi (un bizzarro Chef italiano) nella fortuna serie Семья Светофоровых (Телеканал Карусель) Russia
Nel 2018 interpreta il ruolo del giornalista italiano Massimo Gerotti nella serie tv Хор (2017) Телеканал Первый канал Russia
Nel 2020 interpreta il ruolo di GOLDMAN Italiano (Capo dipartimento del Ministero Beni Culturali) nella nuova serie- tv Черный квадрат del regista Iliya Kulikov  (Илья Куликов)  prodotto da Legio Felix  (Russia)
Nel 2021 interpreta il ruolo del Procuratore della Repubblica Italiana, Di Marco nella serie-tv «Миссия «Аметист» diretta dal regista Anton Bormatov (Антон Борматов) prodotta da COSMOS STUDIO per il PRIMO CANALE russo (Телеканал Первый канал) Russia.
Nel 2021 interpreta il ruolo di FRANCESCO (businessman italiano) nel film Ket24 (Кэт24) diretto dal regista Boris Akopov (Борис Акопов) prodotto da Кинокомпания Стелла
Nel 2021 interpreta il ruolo del turista italiano nell'episodio 274 della famosissima serie tv REALNIJ POTZANI (Реальные пацаны)  diretta dalla regista Gianna Kadnikova (Жанна Кадникова)  Prodotta da Gasprom Media per il canale TNT  ( Телеканал ТНТ) 

## Filmografia
- Classe di ferro (Bruno Corbucci) Serie TV - Italia 1
- Classe di ferro 2 (Bruno Corbucci) Serie TV - Italia 1
- Per Odio.per Amore (Nelo Risi) Film TV - Canale 5
- Quelli della speciale (Bruno Corbucci) Serie TV - Italia 1
- Cash Express (Federico Bruno) Cinema
- Tutto è finito tra di noi (Furio Angiolella) Film TV Rai 2
- Il sole in tasca (Alfredo Giannetti) Film TV - Rai 3
- La Vasca (Michele Rovini) - cortometraggio
- Western di cosa nostra (Mariano Lamberti) - cortometraggio
- Legati da tenera amicizia (Alfredo Giannetti) Film TV - Rai 3
- La strega e il Capitano (Raffaella Morelli) cortometraggio
- La Ribelle (Aurelio Grimaldi) Cinema
- Una sirena sulla Costa (Claudio S.Severo) Cinema
- La squadra (Alfredo Peiretti) Serie TV - Rai 3
- Radnoe (Alexandr Medevedev) Cinema
- Tualet (Yulia Michailova) cortometraggio
- UNIVER Sit - com TNT Russia [collegamento interrotto]
- METOD LAVROVOI serial CTC Russia
- Sledstvenij Komitet Cледственный Kомитет serial HTB Russia
- Татьянина ночь (2015) 9 серий Телеканал Первый канал Russia
- Семья Светофоровых 1 сезон (2016)  Телеканал Карусель
- Хор (2017)    Телеканал Первый канал Russia
- Черный квадрат (2020)  TV RUSSIA Режиссёр: Илья Куликов
- Миссия Аметист (2021)  Телеканал Первый канал Режиссёр:  Антон Борматов
- Кэт24 (2021)  Режиссёр Борис Акопов ,    Cinema
- Реальные пацаны (2021) Режиссёр Жанна Кадникова ТВ Телеканал ТНТ